# 伊万·托普拉克
伊万·托普拉克（1931年9月21日—2021年7月25日），塞尔维亚足球运动员、教练。他曾带领南斯拉夫国奥队参加1980年和1984年夏季奥林匹克运动会足球比赛，其中队伍在1984年奥运会获得铜牌。